# Verteidigungsforschung
Zur Verteidigungsforschung (alternativ auch als Rüstungsforschung bezeichnet) gehören alle Forschungs- und Entwicklungsaktivitäten, die der militärischen Verteidigung bzw. die den Streitkräften eines Landes oder eines Militärbündnisses dienen.
Weltweit führend waren im Jahr 2008 die USA, aber auch China, Russland, Deutschland, das Vereinigte Königreich, Frankreich und Israel entfalten umfangreiche Aktivitäten auf dem Gebiet der Rüstungsforschung. Eigene Forschungsaktivitäten betreiben auch die NATO und die Europäische Union.
Abseits der großen Militärblöcke sind Nordkorea, Brasilien und Südafrika besonders aktiv.

## Teilgebiete
Wichtige Teilgebiete sind die
- Waffenforschung, also die unmittelbare Entwicklung von Waffensystemen, wie Schusswaffen, Minen, Raketen, ABC-Waffen, und Waffenplattformen, wie Kriegsschiffen, Panzern, Kampfflugzeugen und Kampfhubschraubern
- Forschung über Schutztechnologien gegen Waffenwirkung (z. B. Verbundpanzerung, Reaktivpanzerung, abstandsaktive Schutzmaßnahmen, Täuschkörper)
- Forschung und Entwicklung von Aufklärungs- und Kommunikationssystemen, wie Radaranlagen, Sonarsystemen, militärischen Aufklärungssatelliten, Drohnen, Digitalfunksysteme etc.
- Strategische Forschung, also die Entwicklung von Einsatzkonzepten und Einsatzdoktrinen für Streitkräfte, etwa der Kampf mit verbundenen Waffen etc. Siehe hierzu auch Kriegswissenschaft.
- Forschung im Bereich Neurotechnik[1]

## Länder

### Deutschland
In Deutschland wird Verteidigungsforschung durch die Ressortforschung des Bundesministeriums der Verteidigung (BMVg) ebenso wie durch die Eigenforschung von Rüstungsherstellern wie Krauss-Maffei Wegmann oder Airbus Defence and Space betrieben.
Die Ressortforschungseinrichtungen im Geschäftsbereich des BMVg sind:
- Organisationsbereich Ausrüstung, Informationstechnik und Nutzung:
  - Wehrwissenschaftliches Institut für Schutztechnologien – ABC-Schutz (WIS) in Munster
  - Wehrwissenschaftliches Institut für Werk- und Betriebsstoffe (WIWeB) in Erding

- Zentraler Sanitätsdienst der Bundeswehr:
  - Institut für Präventivmedizin der Bundeswehr (InstPrävMedBw) in Andernach
  - Institut für Mikrobiologie der Bundeswehr (InstMikroBioBw) in München
  - Institut für Pharmakologie und Toxikologie der Bundeswehr (InstPharmToxBw) in München
  - Institut für Radiobiologie der Bundeswehr (InstRadBioBw) in München

- Marine:
  - Schifffahrtmedizinisches Institut der Marine (SchiffMedInstM) in Kronshagen

- keinem Organisationsbereich zugehörig:
  - Zentrum für Militärgeschichte und Sozialwissenschaften der Bundeswehr (ZMSBw) in Potsdam

Die ehemals eigenständige Forschungsanstalt der Bundeswehr für Wasserschall und Geophysik (FWG) in Kiel wurde zum 1. Februar 2009 in die Wehrtechnische Dienststelle für Schiffe und Marinewaffen (WTD 71) mit Sitz in Eckernförde integriert. Das Militärgeschichtliche Forschungsamt (MGFA) in Potsdam und das Sozialwissenschaftliche Institut der Bundeswehr (SOWI bzw. SWInstBw) in Strausberg wurden zum 1. Januar 2013 zum Zentrum für Militärgeschichte und Sozialwissenschaften der Bundeswehr (ZMSBw) in Potsdam zusammengelegt. Das Institut für medizinischen Arbeits- und Umweltschutz der Bundeswehr in Berlin wurde zum 31. Dezember 2013 aufgelöst.
Das BMVg erteilte von 2010 bis 2014 mehr als 700 öffentliche Forschungsaufträge mit einem Volumen von über 390 Millionen Euro. Verglichen mit dem Zeitraum 2000 bis 2010, für den zuletzt vertrauliche Zahlen vorlagen, damit hat sich das jährliche Auftragsvolumen für Rüstungsforschung mehr als verdoppelt. In den Jahren 2010–2014 gingen 120 Aufträge im Wert von mehr als 28 Millionen Euro an insgesamt 41 deutsche Hochschulen. Darunter befinden sich auch die Hochschulen Tübingen, Konstanz, Frankfurt am Main, Rostock und Göttingen – Hochschulen, die sich mit einer Zivilklausel dazu bereit erklärt hatten, auf militärische Forschung zu verzichten. Spitzenreiter war die Gottfried Wilhelm Leibniz Universität Hannover, die seit 2010 mehr als 5,8 Millionen Euro aus dem Verteidigungsetat erhielt, gefolgt von der Kieler Christian-Albrechts-Universität (mehr als 3 Millionen Euro) und der Fachhochschule Bonn-Rhein-Sieg (mehr als 2,2 Millionen Euro). Die Forschungsaufträge gelten unter anderem Drohnen-Schwärmen, die Feinde verfolgen sollen; aber auch intelligenter Munition, Handfeuerwaffen, Funktechnologien, Robotern sowie nichttödlichen Schuss- und Wurfgeräten. Weitere Projekte beschäftigten sich mit Satellitentechnik sowie mit dem Erkennen chemischer Kampfstoffe. Außeruniversitäre Forschungseinrichtungen erhielten 588 Aufträge im Wert von über 360 Millionen Euro. Hier profitierte insbesondere die Fraunhofer-Gesellschaft.

### USA
In den USA ist die Rüstungsforschung besonders innovativ und hat zahlreiche Entwicklungen hervorgebracht, die auch zivil genutzt werden, wie das Global Positioning System (GPS) oder das Internet, das aus dem Arpanet, einer militärischen Auftragsentwicklung der DARPA, hervorgegangen ist.

### Kanada
In Kanada ist das Defence Research and Development Canada die größte staatliche Forschungsbehörde, die in diversen Bereichen Forschungen betreibt. Sie ist dem kanadischen Verteidigungsministerium, dem Department of National Defence, unterstellt. Entwickelt wurden u. a. ein variables Tauchtiefen-Sonarsystem, die Black Brant Höhenforschungsrakete und die CRV7 Luft-Boden Rakete.

### Südafrika
In Südafrika wird Rüstungsforschung vor allem am CSIR in Pretoria und durch Armscor betrieben.

### Indien
Die indische Defence Research and Development Organisation hat ihren Sitz in Avadi.